# Univerzita obrany
Univerzita obrany (pol. „Uniwersytet Obrony”) – jedyna uczelnia wojskowa Czech mieszcząca się w Brnie, o statusie uczelni państwowej. Powstała 1 września 2004 roku z połączenia Wyższej Szkoły Wojsk Lądowych w Vyškovie (zał. 1947), Akademii Wojskowej w Brnie (zał. 1951) i Wojskowej Akademii Medycznej Jana Evangelisty Purkyně w Hradcu Králové (zał. 1988).
Uniwersytet posiada trzy wydziały:
- Wydział Ekonomii i Zarządzania
- Wydział Technologii Wojskowych
- Wydział Medycyny Wojskowej.